# Вайоминг (Мичиган)
Вайоминг (англ. Wyoming) — город в США в округе Кент штата Мичиган. 
По данным переписи 2020 года, численность населения составляла 76 501 человек. Вайоминг является вторым по численности населения сообществом в агломерации Гранд-Рапидс и граничит с Гранд-Рапидс на северо-востоке. После Гранд-Рапидса это второй по численности населения город в Западном Мичигане.
Этот район был вторым местом в округе Кент, заселённым европейцами-американцами в 1832 году на окраинах Бак-Крик. В 1848 году он был организован как тауншип Вайоминг, отделившись от северной половины тауншипа Байрон. В течение XIX века и в начале XX века Вайоминг был сельской местностью, снабжавшей товарами Гранд-Рапидс, хотя с появлением железной дороги Гранд-Рапидс — Холланд — Чикаго тауншип пережил субурбанизацию. После отделения Грандвилля от тауншипа в 1933 году и дальнейшего роста Вайоминга с открытием завода General Motors Stamping Division, Вайоминг был вовлечён в конфликты за аннексию с Гранд-Рапидс и Грандвиллем, пока тауншип не был включён в состав города Вайоминг в 1959 году.